# Guida il tuo carro sulle ossa dei morti
Guida il tuo carro sulle ossa dei morti (Prowadź swój pług przez kości umarłych) è un romanzo del 2009 della scrittrice polacca Olga Tokarczuk.
Accolto positivamente dalla critica internazionale e tradotto in molteplici lingue, il romanzo è stato inserito nella shortlist dell'International Booker Prize nel 2019 e dell'International IMPAC Dublin Literary Award nel 2020. Nel 2019 The Guardian lo ha classificato al settantacinquesimo posto nella lista dei cento migliori romanzi del XXI secolo.

## Trama
Janina Duszejko è un'anziana insegnante di inglese e convinta animalista che vive in un paesino della Silesia non lontano da Kłodzko e dal confine con la Repubblica Ceca. La donna trascorre gran parte del suo tempo studiando astrologia, traducendo in polacco l'opera di William Blake insieme a Dyzio e prendendosi cura dei suoi due cani, recentemente scomparsi. È proprio Janina a scoprire, insieme al vicino Bietolone, il corpo di un altro vicino, Piede Grande, apparentemente soffocato da un osso mentre mangiava. Indagando in casa del morto, la donna trova anche delle foto compromettenti, di cui però non rivela la natura. 
Janina, grande amante degli animali, sospetta che l'uomo, abituale cacciatore, sia stato ucciso dagli animali per vendetta, ma la polizia ignora le sue teorie. La morte misteriosa del capitano di polizia Capotto Nero, anch'egli assiduo cacciatore, non fa che convincere Janina che la sua ipotesi sia corretta. Mentre Janina apre la sua casa e il suo cuore all'entomologo Boros, giunto nel paesino per fare ricerca su degli scarafaggi in via d'estinzione, altre misteriose morti affliggono la comunità: quella di Innerd, che allevava animali da pelliccia, e quella del Presidente, un altro accanito cacciatore. Anche Padre Fruscio, che aveva lodato i cacciatori durante un'omelia, suscitando l'indignata reazione di Janina, viene ritrovato morto, mentre la sua chiesa va in fiamme.
Bietolone e Dyzio mettono alle strette Janina, accusandola dei cinque omicidi. La donna quindi confessa di aver trovato tra le carte di Piede Grande una foto in cui lui, Innerd, Cappotto Nero, il Presidente e Padre Fruscio mostrano il bottino di caccia, inclusi i due cani di Janina. La morte di Piede Grande era stata effettivamente un incidente, ma lei aveva deciso di portare avanti l'opera consumando la sua vendetta sugli assassini dei suoi amati cani. Con la polizia sulle sue tracce, Janina fugge dal paese e, grazie a Boros, rifugiatasi in Repubblica Ceca, comincia una nuova vita in contatto con la natura con Boros vicino alla foresta di Białowieża.

## Adattamenti
Nel 2017 Agnieszka Holland ha diretto un adattamento cinematografico del romanzo, presentato al Festival di Berlino e premiato con il Premio Alfred Bauer.

## Edizioni
- Guida il tuo carro sulle ossa dei morti, traduzione di Silvano De Fanti, Nottetempo, 2012, ISBN 978-8874523290.
- Guida il tuo carro sulle ossa dei morti, traduzione di Silvano De Fanti, Bompiani, 2020, ISBN 978-8830103139.